# Opel Ascona
De Opel Ascona is een gezinswagen van de autofabrikant Opel uit de jaren zeventig. De auto is vernoemd naar de Zwitserse plaats Ascona.
In de herfst van 1970 presenteerde Adam Opel AG in Rüsselsheim een compleet nieuw voertuigprogramma (interne projectcode 1450): de Opel Manta op 9 september, en op 28 oktober de Opel Ascona. Deze modellen werden gepositioneerd tussen de bestaande Opel Kadett en de Opel Rekord. De Ascona was ontwikkeld om concurrent Ford in de wielen te rijden vanwege zijn pas geïntroduceerde middenklasser Ford Taunus. De Opel Ascona A (latere typen kregen als aanduiding B en C) bleef in productie tot de herfst van 1975. In totaal werden er bijna 692.000 voertuigen van de eerste serie geproduceerd. In het Verenigd Koninkrijk werd de Opel Ascona B en C verkocht onder de naam Vauxhall Cavalier.

## Modelwijzigingen

### Modelwijzigingen Ascona A
- november 1970 - de productie begint
- januari 1971 - aanpassing van het luchtfilterhuis (alleen 16S-modellen), en aan de achterbank
- februari 1971 - nieuw Opel-embleem in het stuurwiel
- maart 1971 - 19S motor leverbaar; SR-uitvoering voor alle modellen beschikbaar; sper voor alle modellen leverbaar.
- april 1971 - rooster in de C-stijl zwart van kleur
- juli 1971 - 12S-motor leverbaar (alleen voor export)
- augustus 1971 - nieuwe afdichting in caravan; nieuwe grille en de randen rond de koplampen zijn voortaan gedeeltelijk zwart van kleur
- januari 1972 - kunstlederen bekleding leverbaar
- maart 1972 - 12S-motor overal leverbaar
- april 1972 - ruitenwisserarm zwart (in plaats van chroom); sportvelgen standaard op SR-uitrustingsniveau
- mei 1972 - diagonaalbanden standaard; actiemodel 'Holiday' leverbaar
- augustus 1972 - sper standaard op 16N modellen; houtdecoratie op de Voyage modellen niet meer leverbaar
- september 1972 - schakelaar voor de ruitenwissers en de richtingaanwijzer; elektrische achterruitverwarming standaard op de L-uitvoering.
- oktober 1972 - houtdecoratie op dashboard standaard op de L-uitvoering
- november 1972 - bumperrozetten geheel van rubber
- februari 1973 - drie fasen dynamo met 34 ampère; standaard anti-verblindingsspiegel; nieuw slot voor het dashboardkastje; sper alleen leverbaar voor de 16S en 19S motoren
- april 1973 - hoofdsteunen standaard; elektrische ruitensproeiers standaard voor de SR-uitvoering
- juni 1973 - veranderde buitenspiegels; driepunts rolgordels standaard
- augustus 1973 - ruitenwisserschakelaar aan de richtingaanwijshendel; nieuwe dashboardconsole; twee extra lucht inlaten; koplampwissers als optie; twee ruitensproeikoppen (in plaats van één) op de motorkap; houtdecoratie op dashboard standaard; nieuwe grille van zwart plastic; andere knipperlichtglaasjes leverbaar; nieuwe raamslingers; nieuw ontwerp van de extra instrumentenconsole voor de SR-uitvoering
- oktober 1973 - nieuwe uitvoering leverbaar 'plus'
- januari 1974 - sportvelgen standaard op alle uitvoeringen
- maart 1974 - Voyage uitvoering leverbaar als CarAvan; nieuwe motorsteunen; nieuwe emblemen leverbaar
- juni 1974 - elektrische ruitensproeiers standaard
- september 1974 - afsluitbare tankdop (meerprijs); driefasen dynamo van 45 ampère standaard voor de SR-uitvoering
- november 1974 - zwarte Recaro sportstoelen leverbaar
- januari 1975 - de vermogens van de 16N, 16S en 19S motoren worden terug geschroefd; nieuw actiemodel 'Swinger'
- maart 1975 - verbeterd remsysteem standaard; bumperrozetten verdwenen; bumpers voortaan voorzien van rubber strip; diagonaal banden en grotere versnellingspookknop standaard
- mei 1975 - driefasen dynamo met 45 ampère standaard; nieuw actiemodel 'Sommer Bazar 75' in Duitsland leverbaar
- juni 1975 - elektrische achterruitverwarming standaard
- juli 1975 - einde productie Opel Ascona A

### Modelwijzigingen Ascona B

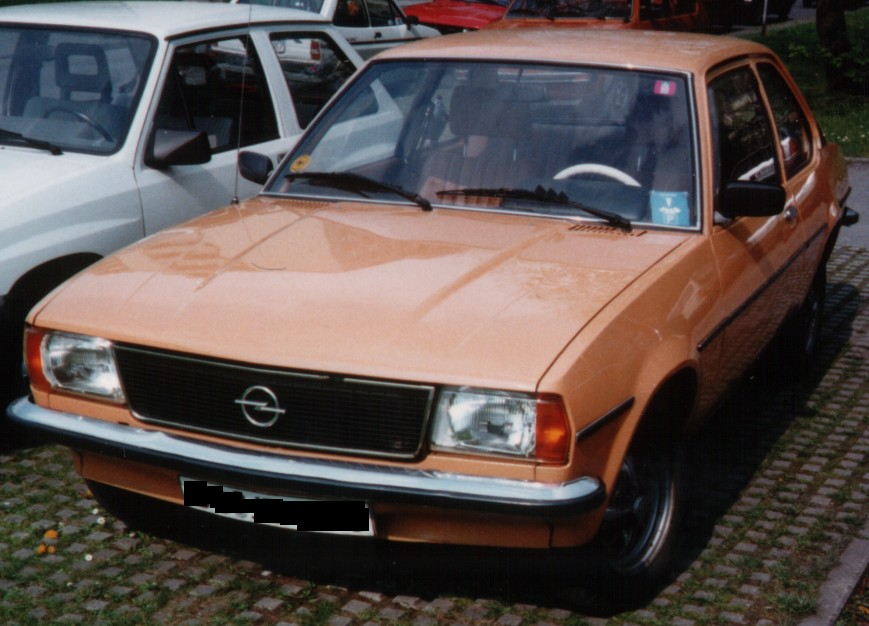
Opel Ascona B 1.2S

- juli 1975 - de opvolger wordt voorgesteld op de IAA in Duitsland
- augustus 1975 - begin van de productie van de Ascona B
- september 1977 - invoering van de tweelitermotor met 100 pk
- januari 1979 - de rallyversie Ascona B 400 wordt voorgesteld (totale productie 268 stuks) met een 2,4 liter-injectiemotor van 140 pk voor de straatversie. De rallyversies voor het Opel Rothmans-rallyteam hadden rond de 280 pk, waarbij het injectiesysteem werd vervangen door twee dubbele Weber 45-carburateurs.
- september 1979 - kunststof bumpers in plaats van chroom, nieuwe deurpanelen en bekledingsstoffen
- augustus 1981 - einde productie Opel Ascona B

## Productieaantallen
|                     | Opel Ascona A | Opel Ascona B | Opel Ascona C |
| ------------------- | ------------- | ------------- | ------------- |
| tweedeurs           | 442 439       | ?             | ?             |
| vierdeurs/vijfdeurs | 173 428       | ?             | ?             |
| Caravan/Voyage      | 29 638        | n.v.t.        | n.v.t.        |
| Cabriolet           | n.v.t.        | n.v.t.        | 2700          |
| Totaal              | 645 505       | ?             | ?             |

## Prijzen
| Jaar | Type                   | Guldens  | Euro   |
| ---- | ---------------------- | -------- | ------ |
| 1973 | Ascona A 1.2 S 2-deurs | ƒ 8 989  | € 4079 |
| 1973 | Ascona A 1.6 S 2-deurs | ƒ 9 821  | € 4457 |
| 1973 | Ascona A 1.9 S 2-deurs | ƒ 10 813 | € 4907 |
| 1980 | Ascona B 1.6 S 2-deurs | ƒ 17 039 | € 7732 |
| 1980 | Ascona B 2.0 S 2-deurs | ƒ 17 523 | € 7952 |

## Ascona C
De Opel Ascona C kwam in 1981 op de markt en had naar voorbeeld van de Kadett nu ook voorwielaandrijving.
De Ascona was ontworpen op GM's J-car Platform, en was in West-Europa leverbaar als Sedan (2- en 4-deurs) en Hatchback (5-deurs). De 2-deurs is al snel geschrapt, bij gebrek aan belangstelling.
Een tweedeurs Cabriolet is ook geleverd, dit was een ombouw van het bedrijf Hammond & Thiede in Duitsland. 
Ook het exclusieve autobedrijf Keinath in Duitsland, bouwde de Ascona C om tot luxe cabriolets met o.a. Recaro autostoelen, met leder bekleed in alle gewenste kleuren. Er zijn door Keinath in totaal 459 Ascona,s C omgebouwd. 
In Groot-Brittannië was de Auto, genaamd als Vauxhall Cavalier, ook leverbaar als Stationcar. Daarvoor werden de achterste carrosseriepanelen CKD verscheept vanuit Australië, afkomstig van de Holden Camira, naar Luton in Engeland, om ze daar te assembleren. De Ascona was de eerste auto die vanuit deze Vauxhall-fabriek, gebouwd als Opel, uitgevoerd werd naar Europa's vasteland.
In 1985 volgde de eerste facelift, vlak na de introductie van de Opel Kadett-E. Onder andere het stuurwiel en de tellers zagen er nu hetzelfde uit als bij de Kadett. Net als bij de Kadett werden injectiemotoren met katalysator gemeengoed.
In 1987 volgde een laatste facelift, waarbij de Ascona een nieuwe grill en lichtunits kreeg, naar voorbeeld van de pas verschenen Opel Senator-B. Ook uitrustingsniveaus zijn aangepast, techniek die in de Kadett leverbaar was, kwam er nu ook voor de Ascona. 
Enkele nieuwe motoren werden leverbaar, onder andere de 1.8 en 2-liter injectiemotoren.
De Ascona is in 1988 opgevolgd door de Opel Vectra. 
De verkoopaantallen van de Ascona-C waren goed, mede te danken aan de in 1982 uitgebrachte Ford Sierra, die veel mensen toen te radicaal gestyled vonden.